# The Immortal Alamo
The Immortal Alamo foi um filme  western  estadunidense de 1911, produzido pela Star Film Company e dirigido por William F. Haddock. Foi lançado em 25 de maio de 1911. The Immortal Alamo foi uma das primeiras versões cinematográficas da Batalha do Alamo, ocorrida em 1836. Não existem cópias conhecidas do filme nos dias atuais, e ele é considerado perdido.

## Elenco
- Francis Ford	 ... 	Navarre
- Edith Storey	... 	Lucy Dickenson
- William Clifford	... 	Travis
- William A. Carroll	... 	Lieutenant Dickenson
- Gaston Méliès	... 	Padre
- Bertram Bracken
- Mildred Bracken
- Ben Cooper
- Jeb Cooper
- Frank Fernandez Jr.
- Joseph Flores
- Eugene Flournoy
- 'Big Bill' Giddinger
- Joseph Karle
- Harry Knight
- Otto Meyer		(como Otis Meyer)
- Fanny Midgley		(como Fannie Midgely)
- Anne Nichols		(como Anna Nichols)
- John Ortega
- Donald Pecock	... 	Baby
- Evelyn Selbie
- Henry Stanley
- Richard Stanton
- Sam Weil